# 칼타니세타
칼타니세타(Caltanissetta)는 칼타니세타 현의 코무네이자 시칠리아 섬 중심부에 위치한 도시이며, 고도는 588미터 (1,929 피트)에 이른다.
이 도시의 2013년 인구는 63,034 명으로, 크기 면에서는 이탈리아에서 14번째 코무네이며, 고도로는 6번째인데 이는 엔나의 시칠리아 시에 이어 두 번째이다.

## 경제
칼타니세타의 경제는 19세기 황 채굴 산업이 시작되기 전까지 주로 농업에 의존하였다.
이 도시는 특히 서부 지역에서 오랜 기간 빈곤에 시달리고 있다.

## 같이 보기
- 칼타니세타 현